# Åbyggeby
Åbyggeby – miejscowość (tätort) w Szwecji, w regionie administracyjnym (län) Gävleborg, w gminie Gävle.
Według danych Szwedzkiego Urzędu Statystycznego liczba ludności wyniosła: 951 (31 grudnia 2015), 1009 (31 grudnia 2018) i 1019 (31 grudnia 2019).